# La balia (Pirandello)
La balia è una novella di Luigi Pirandello. Scritta e pubblicata per la prima volta nel 1903, fu poi inserita nella raccolta In silenzio, uno dei 15 tomi delle Novelle per un anno.
Nel 1998 il regista Marco Bellocchio ne ha tratto il film omonimo, dove il nome della protagonista è però Annetta anziché Annicchia.

## Trama
Annicchia, una giovane donna siciliana, è da poco diventata madre di un bambino, quando le viene chiesto di far da balia al figlioletto di una coppia che vive a Roma, dato che la creatura non riesce ad attaccarsi al seno materno. Lei accetta e finisce per affezionarsi al piccolo, mentre i coniugi romani, già in crisi matrimoniale, sembrano diventare sempre più litigiosi. Al termine dello svezzamento, Annicchia decide di far ritorno in Sicilia; ma, poco prima della partenza, suo figlio morirà improvvisamente.

## Edizioni
- Luigi Pirandello, Novelle per un anno, Prefazione di Corrado Alvaro, Mondadori 1956-1987, 2 volumi. 0001690-7
- Luigi Pirandello, Novelle per un anno, a cura di Mario Costanzo, Prefazione di Giovanni Macchia, I Meridiani, 2 volumi, Arnoldo Mondadori, Milano 1987 EAN: 9788804211921
- Luigi Pirandello, Tutte le novelle, a cura di Lucio Lugnani, Classici Moderni BUR, Milano 2007, 3 volumi.
- Luigi Pirandello, Novelle per un anno, a cura di S. Campailla, Newton Compton, Grandi tascabili economici.I mammut, Roma 2011 Isbn 9788854136601
- Luigi Pirandello, Novelle per un anno, a cura di Pietro Gibellini, Giunti, Firenze 1994, voll. 3.